# Marinebasis Evangelos Florakis

Logo der Marinestreitkräfte der Republik Zypern

Die Marinebasis Evangelos Florakis (griechisch Ναυτική Βάση «Ευάγγελος Φλωράκης») ist ein Marinestützpunkt der zyprischen Nationalgarde und liegt an der Südküste der Republik Zypern rund 50 Kilometer östlich von Limassol und 50 Kilometer westlich von Larnaka bei den Orten Mari und Zygi nahe der Autobahn A1. Sie wurde benannt nach dem Führer der zyprischen Nationalgarde Evangelos Florakis, der zusammen mit vier weiteren Personen am 11. Juli 2002 mit einem Militärhubschrauber tödlich verunglückt war.
Am frühen Morgen des 11. Juli 2011 ereignete sich auf dem Gelände der Marinebasis eine Munitionsexplosion mit 15 Toten und über 60 Verletzten. Die Explosion zerstörte Teile des benachbarten Großkraftwerkes Stavros Vassiliko.
Aufgrund dieses Vorfalles traten der Verteidigungsminister Kostas Papakostas und der Kommandant der zyprischen Nationalgarde Petros Tsalikidis von ihren Ämtern zurück.